# Wilhelm Zeiser
Wilhelm Zeiser (* 30. März 1950 in Gimbsheim) ist ein ehemaliger deutscher Politiker (SPD).
Zeiser wuchs als Sohn einer Kaufmannsfamilie in Gimbsheim auf. Nach dem Abitur 1970 studierte er Rechtswissenschaften in Mainz. 1978 legte er die zweite juristische Staatsprüfung ab. Anschließend war er bis 1981 persönlicher Referent von Klaus von Dohnanyi, Staatsminister im Auswärtigen Amt in Bonn. Danach war Zeiser wissenschaftlicher Mitarbeiter der SPD-Bundestagsfraktion, ehe er 1982 zum Dezernenten des Landkreises Kusel gewählt wurde.
1990 wechselte er als Beigeordneter für Finanzen und Wirtschaft nach Ludwigshafen am Rhein. Dort wurde er zum Bürgermeister und damit ersten Stellvertreter des Oberbürgermeisters gewählt. Zeiser trat das Amt im Juli 1993 an und ging 2011 in den Ruhestand. Er engagierte sich als Mitglied des Finanzausschusses des Deutschen Städtetages, als Mitglied im Vorstand und Finanzausschuss des Städtetages Rheinland-Pfalz und als stellvertretender Vorsitzender des Kommunalen Arbeitgeberverbandes Rheinland-Pfalz.